# 新兴镇 (三原县)
新兴镇，是中华人民共和国陕西省咸陽市三原县下辖的一个乡镇级行政单位。

## 行政区划
新兴镇下辖以下地区：
新兴村、岩尧村、柏社村、南社村、秦家村、和平村、曹惠村、张坳村、五爱村、里寨村、丰王村、塔凹村、五四村、牛安村、红旗村和焦寅村。

## 中国传统村落
2013年8月，柏社村被评为第二批中国传统村落。